# Luka Ibrišimović
Luka Ibrišimović (ili Imbrišimović) (Požega ili Sibinj, oko 1626. – Požega, ožujak 1698.) franjevac, protuturski borac i vođa ustanka u Slavoniji.

## Životopis
Školovao se u Velikoj, vjerojatno i u Rimu. Služio je kao gvardijan u Našicama i Velikoj. Godine 1675. postao je definitor franjevačke "srebrne države". Zagrebački biskup Martin Borković imenovao ga je 22. ožujka 1675. svojim vikarom u turskoj Slavoniji.
Godine 1683. na posljednjem pohodu na Hasburšku Monarhiju, veliki vezir Kara Mustafa je sa svojih 200.000 vojnika uspio doći do Beča kojeg je 2 mjeseca opsjedao. Međutim 12. rujna poljski i njemački vojnici su stigli u pomoć, te su strahovito razbili tursku vojsku. Velika pobjeda ohrabrila je ostale narode i njihove vladare, a na poticaj pape, Habsburška Monarhija, Mletačka Republika i Poljska sklopile su savez "Svete lige" s ciljem konačnog oslobođenja od Turaka.
I dok je carska vojska oslobađala Mađarsku, hrvatska banska vojska Hrvatsku, narod je digao oružani ustanak protiv neprijatelja. Tako je ustanak u Slavoniji pokrenuo franjevac Luka Ibrišimović koji je o situaciji na terenu pisao zagrebačkom biskupu Mikuliću, pa u pismu od 24. veljače godine 1688. piše: 
"...Nalazimo se u krajnjoj životnoj opasnosti, jer, neprijatelj se okuplja u Gradiški u sve većem broju i svim silama radi na tome da odavde protjera carsku vojsku. Ako dođe, protjerat će je doista, jer ta vojska ne radi da sačuva ove krajeve nego da rastjera jadni kršćanski svijet, koji je toliko rastjeran da mu, ostane li ovdje, ne preostaje drugo, nemajući nikakvih sredstava za život, ili da se Turcima preda ili da skapa od gladi. Inače, to se nije trebalo dogoditi jer je hrane prikupljene od seljaka i zaplijenjene od Turaka ostalo obilno. Zbog nemarnosti vojnika čami u turskom ropstvu do 2.000 bijednih kršćana obaju spola..."
Dana 12. ožujka godine 1689. na brdu Sokolovcu kod Požege, fra Luka je s narodnom vojskom razbio Turke, te je tom prigodom dobio nadimak Sokol. Nadimak mu je zbog tih zasluga dao car Leopold. Fra Luka i njegova narodna vojska odigrali su veliku ulogu u oslobođenju Slavonije. Slavonija je oslobođena godine 1691., a fra Luka je odmah organizirao naseljavanje opustošenih krajeva i gradnju crkvi.
Kao što je u Slavoniji fra Luka organizirao i dignuo narod na ustanak za konačno oslobođenje od Turaka, tako je godine 1689. uz pomoć svećenika Marka Mesića, banska i graničarska vojska oslobodila Liku i Krbavu.

## Vanjske poveznice
- IBRIŠIMOVIĆ, Luka, generalni vikar i protuturski borac na stranicama LZMK
- Radoslav Lopašić: Dva hrvatska junaka: Marko Mesić i Luka Ibrišimović, Matica hrvatska, 1888., archive.org, digitaliziralo Sveučilište u Torontu